# کیل‌سوئیچ انگیج
کیل سوئیچ انگیج (به انگلیسی: Killswitch Engage) یک گروه موسیقی آمریکایی در سبک متال‌کور است، و تاریخ شکل‌گیری‌اش به سال ۱۹۹۹ میلادی برمی‌گردد. این گروه تا کنون پنج آلبوم استدیویی وارد بازار کرده‌است. مشهورترین آلبوم این گروه "The End of Heartache" نام دارد که در سال ۲۰۰۴ منتشر شد و به گفته خود اعضای گروه با این آلبوم به شهرت رسیدند. این آلبوم مقام بیست و یکم را در بیلبورد ۲۰۰ به‌دست آورد و صاحب عنوان طلا شد. نزدیک به پانصد هزار نسخه از این آلبوم در سراسر آمریکا به فروش رفت. همچنین این گروه برای تک‌آهنگ "The End of Heartache" که در همین آلبوم بود نامزد جایزه گرمی شد. آلبوم بعدی که این گروه وارد بازار کرد در سال ۲۰۰۶ و با نام "As Daylight Dies" بود. در این آلبوم تک‌آهنگ "This Fire Burns" مشهور شد و چندی بعد در یکی از مسابقات کشتی حرفه‌ای استفاده شد. این آلبوم در هفته اول انتشارش مقام سی و دوم را در بیلبورد ۲۰۰ به‌دست آورده و نزدیک به شصت هزار نسخه به فروش رسید.

## اعضا

### اعضا کنونی
- جسی لیچ: خواننده  (۱۹۹۹–۲۰۰۲، ۲۰۱۲ تا کنون)
- آدام دوتکیویچ: گیتار و همخوان (۲۰۰۲ تا کنون) درام (۱۹۹۹ تا ۲۰۰۲)
- جول استروتزل: گیتار  (۱۹۹۹ تا کنون)
- مایک دی آنتونیو: گیتار بیس (۱۹۹۹ تا کنون)
- جاستین فولی: درام  (۲۰۰۳ تا کنون)

### اعضا پیشین
- هاوارد جونز: خواننده (۲۰۰۲ تا ۲۰۱۲)
- تام گومز: درام، پرکاشن (۲۰۰۲ تا ۲۰۰۳)
- پت کورتیس: گیتار (۲۰۰۰ تا ۲۰۰۱)

### اعضا تور
- پاتریک لاچمن: گیتار (۲۰۰۷)
- جاش میچلک: گیتار (۲۰۰۷)
- فیل لابونته: همخوان (۲۰۱۰)
- جسی لیچ: همخوان  (۲۰۱۰)

## آلبوم‌ها
- ۲۰۰۰: کیلسوئیچ انگیج (به انگلیسی: Killswitch Engage)
- ۲۰۰۲: زنده بمان یا فقط نفس بکش (به انگلیسی: Alive or Just Breathing)
- ۲۰۰۴: پایان اندوه (به انگلیسی: The End of Heartache)
- ۲۰۰۶: همانطور که نور روز می‌میرد (به انگلیسی: As Daylight Dies)
- ۲۰۰۹: کیلسوئیچ انگیج (به انگلیسی: Killswitch Engage)
- ۲۰۱۳: نژاد را خلع سلاح کن (به انگلیسی: Disarm the Descent)
- ۲۰۱۶: مجسم (به انگلیسی: Incarnate)
- ۲۰۱۹: کفاره (به انگلیسی: Atonement)